# Bert Riether
Bert Riether (Venlo, 2 augustus 1961 - Blerick, 28 augustus 2008) was een Nederlands voetballer. Hij was een middenvelder van FC VVV. Hij kwam tot 100 officiële wedstrijden en scoorde 12 keer.
Riether begon met voetballen bij FCV uit Venlo. Hier werd hij ontdekt door FC VVV. Voor deze club speelde hij tussen 1979 en 1983 in het eerste elftal, waar hij op 7 april 1980 debuteerde in een thuiswedstrijd tegen De Graafschap (1-1). Jan Morsing en later Sef Vergoossen waren destijds de trainers bij de Venlose eerstedivisionist. Na 1983 keerde de middenvelder terug als voetballer bij FCV waar hij nog jarenlang in het eerste elftal speelde en later ook nog trainer was, tot 28 augustus 2008. Hij overleed die dag na een bedrijfsongeluk met een tankauto.
Ook Riether's oom, Hay Lamberts, speelde jarenlang in het eerste elftal van VVV.

## Clubstatistieken
| Seizoen         | Club            | Competitie      | Competitie | Competitie | Beker | Beker | Overige | Overige | Totaal | Totaal |
| Seizoen         | Club            | Competitie      | Wed.       | Dlp.       | Wed.  | Dlp.  | Wed.    | Dlp.    | Wed.   | Dlp.   |
| --------------- | --------------- | --------------- | ---------- | ---------- | ----- | ----- | ------- | ------- | ------ | ------ |
| 1979/80         | FC VVV          | Eerste divisie  | 7          | 1          | 0     | 0     | —       | —       | 7      | 1      |
| 1980/81         | FC VVV          | Eerste divisie  | 30         | 2          | 1     | 0     | —       | —       | 31     | 2      |
| 1981/82         | FC VVV          | Eerste divisie  | 33         | 8          | 2     | 0     | 3       | 0       | 38     | 8      |
| 1982/83         | FC VVV          | Eerste divisie  | 20         | 1          | 3     | 0     | 1       | 0       | 24     | 1      |
| Carrière totaal | Carrière totaal | Carrière totaal | 90         | 12         | 0     | 6     | 0       | 4       | 100    | 12     |